# Obleganje Pensacole
Obleganje Pensacole, ki je potekalo od 9. marca do 10. maja 1781, je bil vrhunec španskega osvajanja Zahodne Floride med kampanjo ob obali Zaliva v ameriški revolucionarni vojni. Obleganje je vodil Bernardo de Gálvez, čigar skoraj 8000 vojakov je na koncu premagalo britanske sile v regiji. Uspeh obleganja je povzročil Gálvezovo napredovanje v guvernerja Zahodne Floride in Louisiane (Nova Španija).

## Ozadje
Ko se je Španija leta 1779 vključila v ameriško revolucionarno vojno, je Bernardo de Gálvez, energični guverner španske Louisiane, takoj začel ofenzivne operacije za prevzem nadzora nad Zahodno Florido, začenši z napadom na Fort Bute. Septembra 1779 je prevzel nadzor nad spodnjim delom reke Misisipi z zavzetjem Fort Bute in kmalu zatem dosegel predajo preostalih sil po bitki pri Baton Rougeu (1779). Temu uspehu je sledilo zavzetje Mobilea 14. marca 1780, po kratkem obleganju.
Gálvez je začel načrtovati napad na Pensacolo, glavno mesto Zahodne Floride, z uporabo sil iz Havane, pri čemer je nedavno zavzeti Mobile služil kot izhodišče za napad. Britanske okrepitve, ki so prispele v Pensacolo aprila 1780, so odložile ekspedicijo, vendar je invazijska flota, ko je končno izplula oktobra, nekaj dni kasneje razpršil Solanov orkan. Gálvez je skoraj mesec dni preživljal z pregrupiranjem flote v Havani.

### Britanska obramba
Po izbruhu sovražnosti s Španijo leta 1779 je general John Campbell, zaskrbljen zaradi stanja obrambe, zahteval okrepitve in začel graditi dodatne obrambne objekte. Do začetka leta 1781 je posadka Pensacole sestavljala 16. polk, bataljon iz 60. polka in 7 (Johnstones) čete 4. bataljona Kraljeve artilerije (današnja "20 Battery Royal Artillery", "16 Regiment Royal Artillery"). Te so bile okrepljene s Tretjim polkom kneževine Waldeck in bataljonom lojalistov iz Marylanda ter lojalisti iz Pensilvanije. Te čete so bili provincialni vojaki in ne milica.
Poleg lojalističnih vojakov so Britance podpirale tudi nekatere skupine Indijancev. Po padcu Mobilea marca 1780 je med 1.500 in 2.000 Indijancev ob različnih priložnostih prišlo v Pensacolo, da bi se pridružili njeni obrambi. Ti zavezniki so vključevali Choctaw in Creek, pri čemer so bili Creeki najštevilčnejši. Tik pred španskim napadom je v Pensacoli ostalo približno 800 indijanskih bojevnikov, saj je Campbell, ne da bi se zavedal, da je napad neizbežen, poslal približno 300 Indijancev stran. Med obleganjem in bitko jih je v Pensacoli ostalo približno 500, zaradi prizadevanj Creekov, da bi prevzeli bolj "uravnoteženo" vlogo z ponujanjem zalog obema stranema in zmanjšanjem svoje vloge na britanski strani. Večina bojevniških skupin, ki so bile še prisotne med obleganjem, so bili Choctaw.
Gálvez je leta 1779 prejel podrobne opise stanja obrambe, ko je tja poslal pomočnika, domnevno, da bi razpravljal o vrnitvi pobeglih sužnjev, čeprav je Campbell od takrat naredil številne spremembe. Obrambna dela Pensacole v začetku leta 1781 so sestavljala Fort George, zemeljska dela, prekrita z palisado, ki je bila obnovljena pod Campbellovimi navodili leta 1780. Severno od utrdbe je zgradil reduto princa Walesa, severozahodno od nje pa je bila kraljičina reduta, prav tako zgrajena leta 1780. Campbell je postavil baterijo, imenovano Fort Barrancas Colorada, blizu ustja zaliva.

### Španske sile
Gálvez je svojo zastavo izobesil s špansko floto, pod poveljstvom kapitana Joséja Calva de Irazabala. Z okoli 1.300 možmi so redne čete vključevale majorški polk in Arturo O'Neill, ki je poveljeval 319 možem španskega irskega Hibernia Regimenta in vključevale milice mulatskih in svobodnih črnskih-kubancev. Gálvez je prav tako ukazal dodatnim četam iz New Orleansa in Mobilea, da pomagajo.
Španska ekspedicijska sila je iz Havane odplula 13. februarja. 9. marca je prispela pred Pensacola Bay, Gálvez je izkrcal nekaj čet na otoku Santa Rosa, pregradnem otoku, ki ščiti zaliv. O'Neillovi Hibernijci so se izkrcali pri otoški bateriji, ki jo je našel nebranjeno in postavil topništvo, ki ga je uporabil za odganjanje britanskih ladij, ki so se skrivale v zalivu. Vendar se je izkazalo, da je pripeljati španske ladje v zaliv težka naloga, tako kot je bilo prejšnje leto pri zavzetju Mobilea. Zaloge so bile izkrcane na otok Santa Rosa, da bi dvignili ugrez nekaterih ladij, vendar je Calvo, poveljnik flote, zavrnil pošiljanje nadaljnjih ladij skozi kanal, potem ko je vodilna ladja, 64-topovski San Ramon, pri poskusu nasedla. Poleg tega se je zdelo, da so imele nekatere britanske topove doseg, da so lahko streljale na vhod v zaliv.
Gálvez je uporabil svojo avtoriteto kot guverner Louisiane, da je zasegel ladje, ki so bile iz Louisiane. Vkrcal se je na Gálveztown in 18. marca jo je zapeljal skozi kanal v zaliv. Sledile so mu tri druge ladje iz Louisiane pod, kot se je izkazalo, neučinkovitim britanskim topniškim ognjem. Potem, ko je Calvu poslal podroben opis kanala, so vsi njegovi kapitani vztrajali pri prečkanju, kar so storili naslednji dan. Calvo, trdeč, da je njegova naloga dostave Gálvezove invazijske sile zdaj končana, je odplul nazaj v Havano z San Ramonom.

## Obleganje
24. marca sta se španska vojska in spremljajoča milica premaknili v center operacij. O'Neill je služil kot pomočnik tabora in poveljnik izvidniških patrulj. Ko so vstopili v zaliv, so se O'Neillovi izvidniki izkrcali na celini in 28. marca popoldne odbili napad 400 pretežno pro-britanskih Indijancev Choctaw. Izvidniki so se kmalu združili s španskimi četami, ki so prihajale iz Mobile.
V prvih tednih aprila so O'Neillovi izvidniki izvidovali utrdbe Pensacole. Najbolj oddaljena reduta od mesta je bila Crescent. Naslednja oddaljena je bila Sombrero, sledila ji je Fort George. Španske čete so postavile taborišča in začele obsežne priprave na obleganje. Na stotine inženirjev in delavcev je prineslo zaloge in orožje na bojišče. Inženirji so tudi kopali jarke in gradili bunkerje ter redute, poleg tega pa so zgradili pokrito cesto za zaščito čet pred nenehnim ognjem šrapnelov, granat in topovskih krogel. 12. aprila je bil Gálvez ranjen med ogledom britanskih utrdb. Poveljstvo na bojišču je bilo uradno preneseno na polkovnika Joséja de Ezpeleta, osebnega prijatelja Gálveza.
Drugi napad Choctawov se je začel 19. aprila, prekinil priprave na obleganje in tistega dne so opazili veliko floto, ki se je usmerila proti zalivu. Čeprav so sprva mislili, da prinaša britanske okrepitve, so se ladje izkazale za združeno špansko in francosko floto iz Havane pod poveljstvom Joséja Solana y Boteja in Françoisa-Aymarja de Monteila, ki je imela na krovu španskega feldmaršala Juana Manuela de Cagigala. Poročila o britanski eskadrilji, opaženi blizu rta San Antonio, so dosegla Havano in okrepitve so bile poslane Gálvezu. Španske ladje so prevažale skupno 1.700 mornarjev in 1.600 vojakov, kar je skupno špansko silo v Pensacoli povečalo na 8.000 mož. Solano se je odločil ostati in pomagati Gálvezu po izkrcanju čet in oba sta tesno sodelovala. Od konca aprila do začetka maja so bili topniški položaji Špancev okrepljeni, jarki in tuneli so se približevali, kar je povzročilo večjo škodo britanskim obrambam.
24. aprila je tretji napad Choctawov presenetil Špance. Pet Špancev je bilo ranjenih, vključno z O’Neillovim bratrancem, podporočnikom Felipejem O'Reillyjem. Dva dni kasneje so vojaki iz Kraljičinega reduta napadli španske položaje, vendar so jih O'Neillovi izvidniki pregnali.
30. aprila so španske baterije odprle ogenj, kar je naznanilo začetek obsežnega napada na Pensacolo. Vendar pa so v zalivu divjale nevihte, in orkan je 5. in 6. maja prizadel španske ladje. Špansko floto so morali umakniti, saj so se bali, da bi morje uničilo ladje na obali. Vojska je ostala, da bi nadaljevala obleganje, čeprav so bili jarki poplavljeni. Gálvez jim je vsak dan izdajal obrok žganja, da bi jim dvignil moralo.
V začetku maja je Gálvez presenečeno sprejel poglavarje Tallapoosa Creekov, ki so ponudili oskrbo španske vojske z mesom. Gálvez se je z njimi dogovoril za nakup goveda in jih tudi prosil, naj pozovejo Creeke in Choctawe, zaveznike Britancev, naj prenehajo z napadi. 8. maja je granata iz havbice zadela skladišče v trdnjavi Crescent, ga razstrelila in povzročila valjenje črnega dima. Sedeminpetdeset britanskih vojakov je umrlo v uničujoči eksploziji in Ezpeleta je hitro vodil lahko pehoto v napad, da bi zavzeli prizadeto trdnjavo. Španci so premaknili havbice in topove v ostanke trdnjave in odprli ogenj na naslednji dve britanski trdnjavi. Branilci Pensacole so odgovorili z ognjem iz trdnjave George, vendar so jih kmalu preplavile masivne španske ognjene moči.
10. maja, ko je spoznal, da njegova zadnja obrambna linija ne more preživeti obstreljevanja, je general John Campbell nerad predal trdnjavo George in reduto princa Walesa. Več kot 1.100 britanskih in kolonialnih vojakov je bilo ujetih, 200 pa je bilo žrtev. Španska vojska je izgubila 74 mrtvih in 198 ranjenih.
Gálvez je osebno sprejel predajo generala Johna Campbella, s čimer se je po podpisu kapitulacije končala britanska suverenost v Zahodni Floridi. Španska flota je 1. junija zapustila Pensacolo in odplula proti Havani, da bi pripravila napade na preostale britanske posesti v Karibih. Gálvez je O'Neilla imenoval za španskega guvernerja Zahodne Floride, njegov Hibernijski polk pa je odplul s floto.

## Posledice
Pogoji kapitulacije so vključevali celotno Zahodno Florido, britansko garnizijo, velike količine vojaškega materiala in zalog ter eno britansko vojno ladjo. Gálvez je premaknil baterije in trdnjavo Barrancas Coloradas bližje vhodu v zaliv in postavil baterijo na otoku Santa Rosa proti britanskim poskusom ponovnega zavzetja Pensacole.
Misija Tallapoosa Muscogee Creekov med obleganjem je bila verjetno povezana z ali celo naročena s strani Alexandra McGillivraya, trgovca mešane rase iz plemena Creek. Čeprav je bil lojalist in je imel britansko poveljstvo kot polkovnik, je bil dolgoletni nasprotnik ameriških kolonialnih vdorov na ozemlje Creekov. Vzgojen kot Creek, čeprav dobro izobražen v Južni Karolini, so mnogi Creeki so McGillivraya imeli za svojega vodjo. Oskrboval je Britance v Pensacoli in organiziral britanske kontingente Muskogee Creek, ki so se borili skupaj s Choctawi. Leta 1783 je postal glavni poglavar Zgornjih Creekov, ki so živeli ob reki Tallapoosa v Little Tallasseeju (blizu današnjega Montgomeryja v Alabami). Njegova podpora Španiji je kasneje privedla do pogodbe iz Pensacole leta 1784, v kateri je Španija zagotovila spoštovanje ozemlja Creekov v zameno za obljubo Creekov, da bodo prenehali napadati svoje sosede in motiti trgovino. McGillivray se je osebno pogajal o pogodbi in preostanek življenja preživel v Pensacoli.
Gálvez in njegova vojska sta bila ob prihodu v Havano 30. maja sprejeta kot junaka. Kralj Karel III. Španski je Gálveza povišal v generalpodpolkovnika in postal je guverner Zahodne Floride in Louisiane. Kraljeva pohvala je navajala, da ker je Gálvez sam prisilil vstop v zaliv, lahko na svoj grb postavi besedi Yo Solo (dobesedno, "jaz sam").
Boteji je kasneje kralj Karel priznal za pomoč Gálvezu z naslovom Marques del Socorro. Slika Solana, ki visi v Pomorskem muzeju v Madridu, ga prikazuje z zalivom Santa Rosa v ozadju. Britanska zastava, zajeta v Pensacoli, je razstavljena v Muzeju vojske v Toledu.